# Oza (Carballo)
Oza (llamada oficialmente San Breixo de Oza) es una parroquia española del municipio de Carballo, en la provincia de La Coruña, Galicia.

## Otra denominación
La parroquia también se denomina San Verísimo de Oza.

## Geografía
Está situada sobre una altura al este del Monte Neme. Posee terreno de buena calidad y clima sano y templado. Nace en esta parroquia el rego de Oza que desemboca en la ría de Baldaio. Nace en ella en el lugar de Vilar do Carballo otro arroyo llamado rego da Balsa que desemboca en Carballo en el Río Anllons por su derecha. 

## Entidades de población
Entidades de población que forman parte de la parroquia:
- A Costa
- Braña (A Braña)
- Cabanas
- Encrucijadas[7] (As Encrucilladas)
- La Iglesia (A Igrexa)
- Las Torres[8] (As Torres)
- Os Canedos
- Outeiro (O Outeiro)
- Oza Bella (Oza Vella)
- Oza da Carretera (Oza)
- Rodo[9] (O Rodo)
- Serantes de Abajo[10] (Serantes de Abaixo)
- Serantes do Medio
- Vilar de Uz
- Vilar do Carballo

## Despoblado
- As Aveas

## Demografía
| Gráfica de evolución demográfica de Oza entre 2000 y 2018 |
|                                                           |
| Datos según el nomenclátor publicado por el INE.          |

## Economía
Produce cereales, patatas y legumbres y predomina el ganado vacuno. 

## Patrimonio
En O Rodo se encontraron restos de una calzada romana variante de la per loca maritima.